# NGC 3667B
NGC 3667B је спирална галаксија у сазвежђу Пехар која се налази на NGC листи објеката дубоког неба.
Деклинација објекта је - 13° 51' 21" а ректасцензија 11h 24m 21,3s. Привидна величина (магнитуда) објекта NGC 3667 износи 13,5 а фотографска магнитуда 14,3. NGC 3667B је још познат и под ознакама MCG -2-29-26, PGC 35034.